# Maag-darmstelsel
Het maag-darmstelsel, digestieve systeem of gastro-intestinale stelsel, Latijn: tractus digestivus, is het orgaansysteem dat, via de spijsvertering, instaat voor de opname van voedingsstoffen uit voedsel, ten behoeve van het functioneren van het lichaam. Dit orgaansysteem is bij de mens en veel zoogdieren opgebouwd uit achtereenvolgens mond, keelgat, slokdarmhoofd, slokdarm, maag, dunne darm en dikke darm, en vormt in combinatie met de tong, speekselklieren, alvleesklier, lever en galblaas het menselijke spijsverteringsstelsel. Er bestaan ook andere stelsels, bijvoorbeeld bij herkauwers. Het medisch specialisme van de gastro-enterologie onderzoekt en behandelt aandoeningen aan het spijsverteringssysteem.

## Vorming van maag-darmstelsel
In de derde week - gerekend vanaf de bevruchting - van de zwangerschap worden in de embryo de voordarm, middendarm en einddarm gevormd. Het meest craniale deel van de voordarm wordt de kiemdarm genoemd. Uit de voordarm ontwikkelt zich het voorste gedeelte van het spijsverteringsstelsel, namelijk van de keelholte tot het voorste deel van de twaalfvingerige darm. Vanuit de middendarm vormt zich de dunne darm, en een groot deel van de dikke darm. Het laatste deel van het spijverteringssysteem, van de dikke darm tot de anus, wordt vanuit de einddarm gevormd.

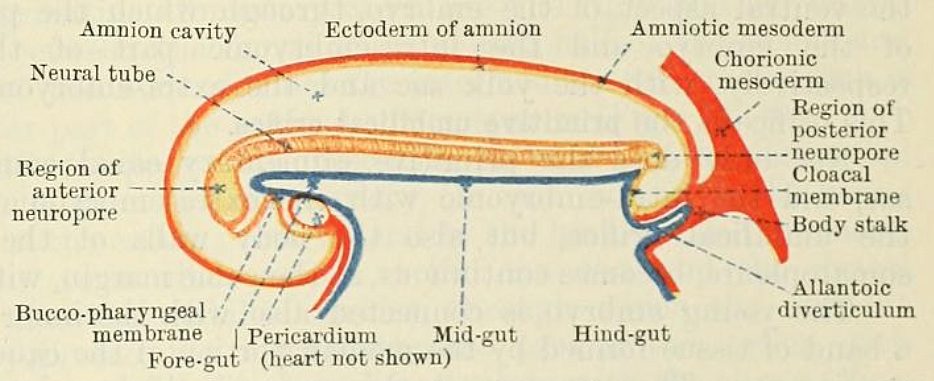
Sagittale doorsnede van het menselijke embryonale gebied kort nadat de buiging is begonnen (22-28 dagen na de bevruchting). Fore-gut: voordarm, Mid-gut: middendarm, Hind-gut: einddarm

## Vertering
Vertering wordt uitgevoerd door verschillende organen in het lichaam, vooral door de mond, de maag en de darmen. De meeste voedingsstoffen in de voeding kunnen niet direct in het lichaam worden opgenomen. Het spijsverteringsstelsel onderneemt de volgende, mechanische en biochemische stappen:
- mondholte of cavum oris – Het ingenomen voedsel wordt in de mondholte met behulp van de kiezen fijngemalen, waarbij kauwspieren voor de beweging van de kaak zorgen. In de mond vindt, onder andere middels de smaakpapillen, de zintuiglijke analyse van het ingenomen voedsel plaats. Tijdens het kauwen wordt het voedsel bevochtigd (vermengd) met speeksel vanuit de speekselklieren, en wordt de spijsbrij of chymus gevormd. In de mondholte begint ook het biochemische verteringsproces, enzymen in het speeksel starten al met het afbreken van het fijngemalen voedsel.
- keelholte of farynx – De spijsbrij wordt na het kauwen doorgeslikt en komt in de keelholte terecht. Deze heeft een gemeenschappelijke doorgang voor voedsel en vloeistoffen enerzijds, en ingeademde lucht anderzijds. De keelspieren duwen de spijsbrij in de richting van de slokdarm.
- slokdarm of oesofagus – De voedselbrij gaat via de slokdarm naar de maag.
- maag of gaster – Verdere mechanische afbraak van het voedsel vindt in de maag plaats; daarnaast is de maag een tijdelijke opslagplaats voor het voedsel. Vanaf het moment van voedselinname gaat de maag, door een signaal van de 10e hersenzenuw, maagsap afscheiden. De chemische vertering gaat in de maag ook verder. Er vindt, via de maagwand, een beperkte onttrekking of resorptie van voedingsstoffen naar het bloed in de leverpoortader plaats[1]. De maagwand scheidt zuur maagsap af dat met de voedselbrij wordt gemengd. Het zuur doodt, met het ingenomen voedsel meegekomen, micro-organismen. Een maaltijd blijft gemiddeld drie tot vier uur in de maag, bij vet voedsel kan dat zeven uur of meer worden. Zie ook het lemma indigestie. De afgifte van de spijsbrij, vanuit de maag aan de twaalfvingerige darm, vindt alleen in hoeveelheden plaats die de twaalfvingerige darm kan verwerken.
- dunne darm – De dunne darm heeft een lengte van 5 m. Hier gebeurt, via de darmvlokken in de darmwand, het grootste deel van de onttrekking van voedingsstoffen en water, naar het bloed van de leverpoortader. De dunne darm is onder te verdelen in de:
  - twaalfvingerige darm of duodenum – 25 cm lang
  - nuchtere darm of jejunum – 2 m lang
  - kronkeldarm of ileum – 3 m lang. De secretie van het darmsap gebeurt in de kronkeldarm, evenals een voltooiing van de chemische vertering van de chymus, de secretie van hormonen en de absorptie van de voedingsstoffen en de hormonen, via de darmvlokken, in het bloed van de poortader
- dikke darm of epigaster – De dikke darm is 1,5 m lang en heeft een diameter van 6,5 cm. In de dikke darm vindt de laatste onttrekking van water en voedingsstoffen naar de leverpoortader plaats, waardoor een goede vaste stoelgang wordt verkregen. De dikke darm wordt onderverdeeld in de:
  - blindedarm of caecum
  - karteldarm of colon
    - colon ascendens of opstijgend deel van de karteldarm
    - colon transversum of dwarslopend deel van de karteldarm
    - colon descendens of dalend deel van de karteldarm
    - colon sigmoides of S-vormig deel van de karteldarm

  - endeldarm of rectum
  - anus

## Darmen

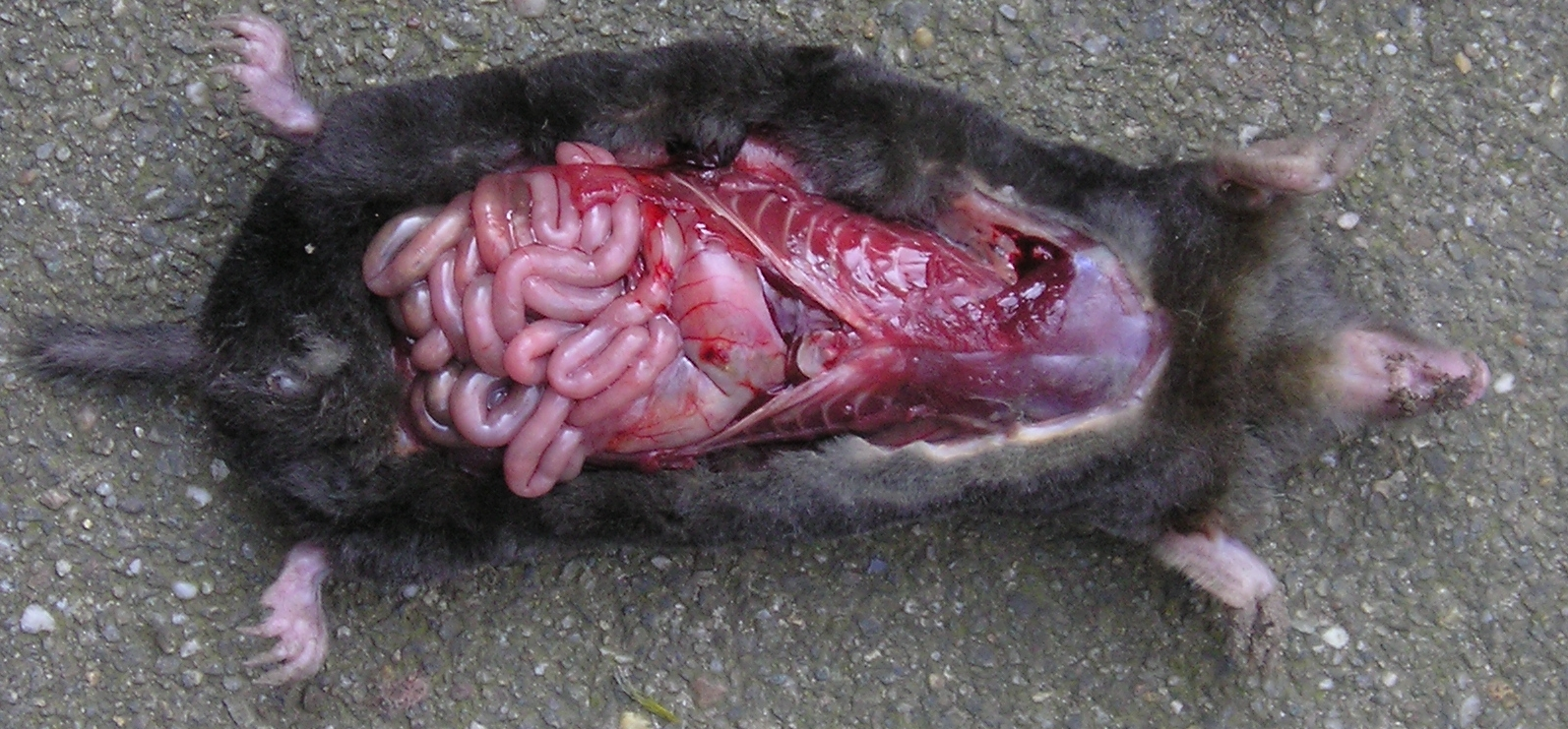
Darmstelsel van een mol

De twaalfvingerige darm, nuchtere darm en kronkeldarm vormen samen de dunne darm die bij de mens zes tot zeven meter lang kan zijn en aansluitend hierop begint de dikke darm. Deze begint met de blindedarm en eindigt met de endeldarm. De blindedarm is een kort 'doodlopend' stuk dat eindigt met een wormvormig aanhangsel, ook wel appendix vermiformis genoemd.
De lever scheidt stoffen uit via de gal in de darm. Deze afvalstoffen verlaten met de ontlasting het lichaam.
De darm heeft een peristaltiek. Dit is een knijpende voortbeweging die ervoor zorgt dat het voedsel vooruitkomt in de darm. Indien deze peristaltiek te hevig is, kan dat resulteren in diarree.
Onder de darmflora worden de micro-organismen verstaan die in de darmholte voorkomen. Dat zijn er veel. Deze bacteriën helpen mee met de voedselvertering door stoffen af te breken tot gemakkelijk op te nemen voedingsstoffen. Hierbij is voornamelijk de productie van vitamine K door deze bacteriën belangrijk. Deze vitamine is onmisbaar voor de synthese in de lever van trombinogeen en andere bloedstollingscomponenten. Bij pasgeboren baby's ontbreken deze bacteriën nog, waardoor ze door een tekort aan vitamine K bloedingsstoornissen kunnen krijgen. Elke pasgeborene krijgt daarom een milligram vitamine K. Zonder deze micro-organismen en bacteriën kan een mens niet overleven. Antibiotica bestrijden bacteriën en zijn daarom ook schadelijk voor de darmflora.

## Dieren
Veel herbivoren of planteneters zijn herkauwers, zoals runderen, herten en schapen. Zij hebben vier magen en een langere darm dan andere dieren, omdat de vertering van planten trager verloopt. Het ingenomen voedsel gaat voor de fermentatie en de cellulosevertering achtereenvolgens naar de pens, de netmaag en de boekmaag en dan als laatste naar de lebmaag voor de eiwitvertering. De eerste drie worden beschouwd als voormaag. De darm van een schaap is bijvoorbeeld ongeveer 28 meter.
Carnivoren of vleeseters hebben een kortere darm nodig om hun vlees te verteren. De mens is een omnivoor, een alleseter en heeft een darm die in lengte tussen die van een carnivoor en een herbivoor ligt.
Neteldieren en Platwormen hebben een gastrovasculaire holte. De gastrovasculaire holte is een inwendige ruimte die er is voor de vertering en de circulatie van voedingsstoffen en is meestal over het hele lichaam vertakt.

## Overige
- Het MDL Fonds, eerder Maag Lever Darm Stichting genoemd, zet zich in voor mensen met aandoeningen aan het maag-darmstelsel en geeft voorlichting.
- Darmen kunnen worden gebruikt als worstenvel en als snaar op een luit. In het verleden werden ze ook toegepast voor de bespanning van tennisrackets en als condoom.

Mond · 
Huig · 
Keel · 
Farynx · 
Strotklepje · 
Slokdarm · 
Maag · 
Twaalfvingerige darm · 
Papil van Vater · 
Alvleesklier · 
Lever · 
Galblaas · 
Nuchtere darm · 
Kronkeldarm · 
Dunne darm · 
Blindedarm · 
Wormvormig aanhangsel · 
Dikke darm · 
Endeldarm · 
Anus
skelet ·  spierstelsel ·  spijsverteringsstelsel ·  ademhalingsstelsel ·  borstholte ·  urinewegstelsel ·  voortplantingssysteem ·  endocrien systeem ·  hart en vaatstelsel ·  lymfevatenstelsel ·  zenuwstelsel ·  zintuigen ·  huid
alvleesklier · baarmoeder · bijnieren · bijschildklier · darmen · eierstokken · galblaas · hart · hersenen · huid · hypofyse · longen · lever · maag · milt · nier · prostaatklier · schildklier · teelballen · twaalfvingerige darm · urineblaas · wormvormig aanhangsel · zwezerik